# AMD Jaguar
AMD Jaguar (також відома як Family 16h) — архітектура мікропроцесорів AMD з низьким енергоспоживанням. Використовується у процесорах серії APU, що прийшли на заміну процесорам архітектури Bobcat. APU на основі Jaguar з'явилися на ринку у 2013 році, а наступного 2014-го на доповнення їм з'явилися процесори вдосконаленої мікроархітектури Puma.
Процесори Jaguar суперскалярні з можливістю позачергового виконання інструкцій. На основі Jaguar випускаються чотири серії процесорів: Kabini для ноутбуків і міні-ПК, Temash для планшетних комп'ютерів, Kyoto для мікро-серверів, і G-Series для вбудовуваних систем. Ігрові консолі PlayStation 4 і Xbox One теж мають APU архітектури Jaguar, але з більш потужними графічними процесорами, ніж у десктопних варіантів.

## Характеристики
- Кеш-пам'ять:

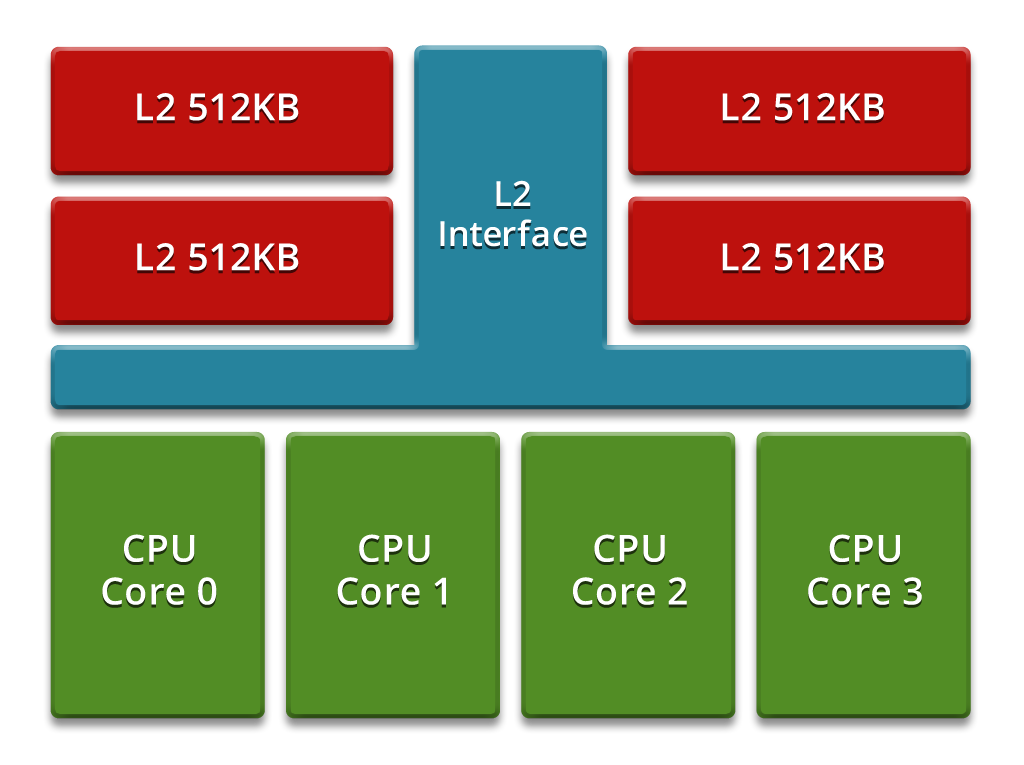
Кеш AMD Jaguar

  - 1-го рівня: кожне ядро має 32 KiB для інструкцій + 32 KiB для даних. Присутня схема виявлення помилок паритету
  - 2-го рівня: 16-канальний, ємністю 1-2 MiB, спільний для двох або чотирьох ядер. Кеш L2 реалізує виправлення помилок пам'яті
- Позачергове виконання і спекулятивне виконання
- Вбудований контролер пам'яті
- Два цілочисельних обчислювачі
- Два 128-розрядних обчислювачі з рухомою комою (також можуть використовуватись для обчислень упакованих цілих)
- Апаратна схема цілочисельного ділення
- Десктопні процесори підтримують два модулі DDR3L DIMM на канал, робочі частоти пам'яті до 1600 МГц[3]
- Серверні процесори підтримують два модулі DDR3 DIMM на канал, на частотах до 1600 МГц з корекцією ECC[4]
- Вбудований Fusion controller hub
- Не підтримують технологію CMT (англ. clustered multi-thread)

## Подальший розвиток
Відомо про дві гілки розвитку мікроархітектури Jaguar. Архітектура  AMD Puma з'явилася у 2014 році, з орієнтацію на ноутбуки початкового рівня і планшети. Інший варіант анонсовано у 2017 році як APU ігрових консолів Xbox One від Microsoft. Цей варіант процесора має неофіційну назву Project Scorpio, про нього лише відомо, що це суттєва модифікація Jaguar з робочою частотою 2,3 ГГц і вісьмома ядрами.